# Gabrielle Roth
Œuvres principales
5 Rythms
Gabrielle Roth (née le 4 février 1941 à San Francisco et morte le 22 octobre 2012 à New York) est une musicienne, écrivain, danseuse, philosophe et dramaturge américaine. Elle a consacré sa vie à la danse, au chant, à la poésie et au théâtre. Ses recherches et la communication de ces questions ont également conduit à la mise au point de la théorie des « cinq rythmes » (5 Rythmes).
Les « cinq rythmes » est une méditation en mouvement et danse libre, dans laquelle un danseur se déplace à travers cinq rythmes différents qui, ensemble, forment une vague de mouvement ou une « vague » des formes. Les cinq rythmes sont fluides, staccato, chaos, lyrique et quiétude. En 1987, Gabrielle Roth fonde le Moving Center en Californie, une organisation parapluie pour les 5 rythmes avec des succursales à New York et en Europe.
Gabrielle Roth est directeur artistique du groupe de danse-théâtre-musique Mirrors et possède son propre studio d'enregistrement Raven, fondé avec son mari, Robert Ansell. Gabrielle Roth a réalisé 20 albums et 3 DVD. En outre, elle a écrit plusieurs livres.

## Albums
- Ritual
- Bones
- Waves
- 2000 : Tribe
- 2004 : Sundari (A Jivamukti Yoga Class)
- 2003 : Yogafit Vol. 1
- 2003 : Yogafit Vol. 2
- 2003 : Shakti
- 2003 : Trance
- 2002 : Bardo
- 2002 : Endless Wave Vol. 2
- 2000 : Initiation
- 1998 : Refuge
- 1997 : Zone Unknown
- 1996 : Stillpoint
- 1996 : Endless Wave Vol. 1
- 1995 : Tongues
- 1994 : Luna
- 1985 : Totem
- JHOOM : The intoxication of surrender

## DVD
- The Wave
- The Power Wave
- The Inner Wave
- Estatic Dance Trilogy
- Dances of Ecstacy
- Open Floor: Dance, Therapy & Transformation

## Livres
- 1989 : Maps to Ecstacy: Teachings of an Urban Shaman
- 1998 : Sweat Your Prayers
- 1999 : Intellectual Property Legal Opinions
- 2000 : Ecstatic Dance
- 2001 : The Inner Wave: Dancing Your Authentic, Intuitive Self
- 2004 : Connections: The 5 Threads of Intuitive Wisdom
- This Dance: A Poultice of Poems
- Silk Tracks: Purging Silences From Cells